# Bäck (Thurbruch)
Die Bäck [beːk], auch Labömitzer Bäck oder Reetzower Bäck, ist ein Wasserlauf im Thurbruch auf der Insel Usedom, der den Kachliner See mit dem Gothensee verbindet. Der überwiegende Teil der rund 2,6 km langen, durchgehend begradigten Bäck befindet sich im Gebiet der Gemeinde Benz im Landkreis Vorpommern-Greifswald.

## Geschichte
Die Bäck bildete sich bei der Vermoorung des am Ende der letzten Eiszeit entstandenen Thurbruchbeckens. Im Mittelalter wurden die Bäck und die Beek, der natürliche Abfluss des Gothensees in die Ostsee, als ein Fluss angesehen und als Lassovnisza bezeichnet. Herzog Barnim I. schenkte 1243 die Lassovnisza dem Kloster Stolpe. In Mitte des 13. Jahrhunderts kam es zu Grenzstreitigkeiten mit dem Kloster Grobe in deren Folge die Lassovnisza an Grobe abgetreten werden musste.
Die Bäck ist in der Lubinschen Karte von 1618 eingezeichnet. Auf der Karte der Schwedischen Landesaufnahme von Vorpommern von 1693 ist die Bäck nicht verzeichnet. 1738 stellte der preußische Landmesser Schwatcke das Gewässer recht genau auf seiner Karte dar. Er bezeichnete die Bäck als „verwachsen“. Durch die starke Verschilfung wurde der Wasserabfluss aus dem Kachliner See behindert. Der preußische Landbaumeister Knüppel, der vor allem im östlichen Bereich des Thurbruchs tätig war, unterließ eine Darstellung in seiner Karte des Gebietes von 1755. Im Rahmen der von Franz Balthasar Schönberg von Brenkenhoff ab 1772 durchgeführten künstlichen Entwässerung des Thurbruchs zur Gewinnung von Weideland wurde die Bäck vom Kachliner See ausgehend streckenweise begradigt. In der ersten Hälfte des 19. Jahrhunderts wuchs sie wieder zu und wurde schließlich 1831 gereinigt, was 400 Taler kostete.
In den Jahren 1858 und 1859 gelang es Hermann Weichbrodt, dem Besitzer von Gothen, den Gothensee trockenzulegen, um ihn als Weideland zu nutzen. Der Zufluss durch die Bäck wurde dabei über einen Damm als Hochentwässerung quer über den See in einen Ringgraben geleitet, der in den Sackkanal mündete. Nachdem die Trockenlegung des Gothensees wegen zu hoher Kosten aufgegeben worden war, ließ man die Bäck wieder in den Gothensee münden. Um 1930 wurde das nördliche Drittel der Bäck begradigt.
Zu DDR-Zeiten wurde das Thurbruch zwischen 1957 und 1969 aufwändig melioriert. Nahe bei Labömitz wurde an der Bäck ein elektrisch betriebenes Pumpwerk installiert, um das Wasser aus den neu angelegten Gräben abzupumpen.